# Синхронвертер

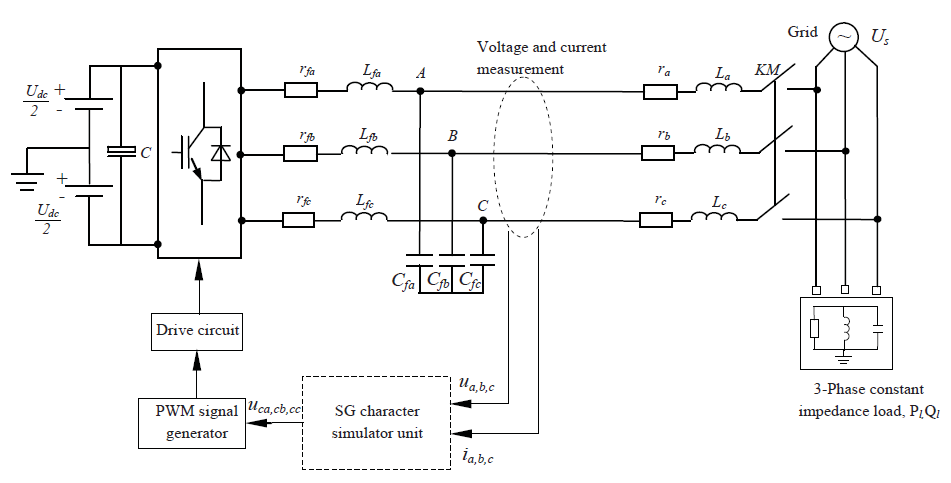
Рисунок 1. Проста схема робочого середовища синхронного перетворювача

Синхронвертер (також званий віртуальним синхронним генератором або віртуальною синхронною машиною) — це інвертори, які імітують синхронні генератори (СГ) для забезпечення «синтетичної інерції» для допоміжних послуг в електроенергетичних системах. Інерція — це властивість стандартних синхронних генераторів, пов'язана з обертовою фізичною масою системи, що обертається з частотою, пропорційною електроенергії, що виробляється. Інерція має значення для стабільності мережі, оскільки для зміни кінетичної енергії обертової фізичної маси потрібна робота, і тому вона протидіє змінам частоти мережі. Інверторна генерація за своєю суттю не має цієї властивості, оскільки форма хвилі створюється штучно за допомогою силової електроніки.

## Передісторія
Стандартні інвертори є елементами з дуже низькою інерцією. Під час перехідних періодів, які здебільшого виникають через несправності або раптові зміни навантаження, вони швидко реагують на зміни та можуть погіршити стан, але синхронні генератори мають значну інерцію, яка може підтримувати їхню стабільність[джерело?].
Мережа розроблена для роботи на певній частоті. Коли попит і пропозиція електроенергії ідеально збалансовані, частота мережі залишатиметься на номінальному рівні. Однак будь-який дисбаланс між пропозицією та попитом призведе до відхилення від цієї номінальної частоти. Стандартною є неідеальна рівновага між виробництвом та споживанням електроенергії, але дисбаланс жорстко контролюється таким чином, щоб частота мережі залишалася в межах невеликого діапазону ±0,05 Гц. Обертова маса синхронного генератора діє як банк кінетичної енергії для мережі, щоб протидіяти змінам частоти — вона може або постачати, або поглинати енергію з мережі, спричинену дисбалансом між пропозицією та попитом електроенергії, у вигляді кінетичної енергії шляхом прискорення або сповільнення. Зміна кінетичної енергії пропорційна зміні частоти. Оскільки для прискорення або уповільнення обертової маси потрібно виконати роботу, ця інерція пом'якшує вплив дисбалансу активної потужності та, отже, стабілізує частоту. Оскільки інверторна генерація за своєю суттю не має інерції, зростання проникнення інверторних відновлюваних джерел енергії може поставити під загрозу надійність енергосистеми.
Крім того, мінливість відновлюваних джерел енергії (ВДЕ), насамперед фотоелектричних (ФЕ) та вітрової енергії, може посилити цю проблему, створюючи частіші періоди дисбалансу потужності. Теоретично, інверторною генерацією можна керувати, реагуючи на частотні дисбаланси, змінюючи свій електричний момент (активну вихідну потужність). Синтетична інерція визначається як «контрольований внесок електричного моменту від блоку, пропорційний швидкості зміни частоти на клемах блоку».

## Історія
Компанія Hydro-Québec, як перший оператор мережі, який почав вимагати штучну інерцію у 2005 році. Щоб протидіяти падінню частоти, оператор мережі вимагає тимчасового підвищення потужності на 6 % шляхом поєднання силової електроніки з інерцією обертання ротора вітрової турбіни. Подібні вимоги набули чинності в Європі у 2016 році та в Австралії у 2020 році.

## Модель синхронного перетворювача

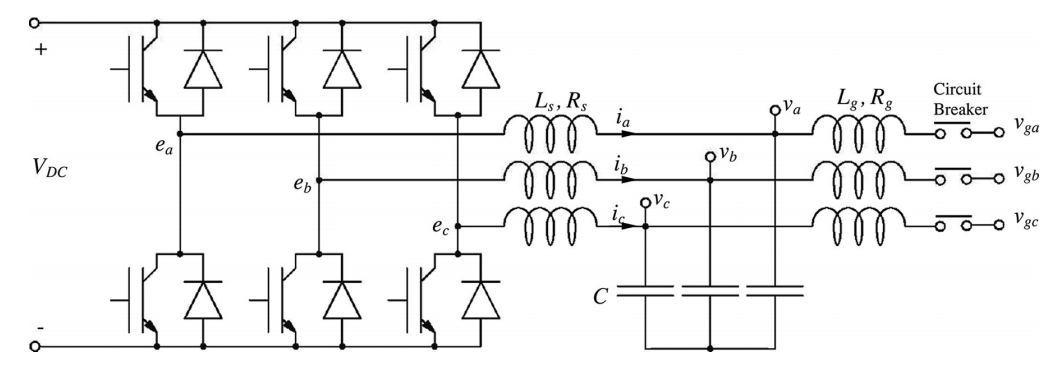
Рисунок 2. Силова частина синхронного перетворювача

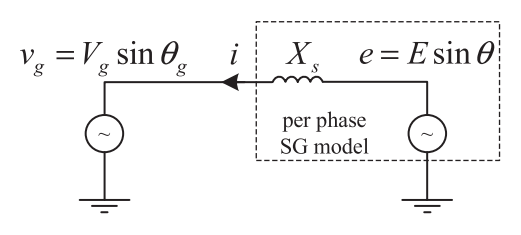
Рисунок 3. Пофазна модель SG, підключеного до нескінченної шини

Структуру синхронного перетворювача можна розділити на дві частини: силову частину (див. рисунок 2) та електронну частину. Силова частина — це шлях перетворення та передачі енергії, включаючи міст, схему фільтра, лінію живлення тощо. Електронна частина стосується вимірювальних та керуючих блоків, зокрема датчиків та цифрового сигнального процесора (DSP)[джерело?].
Важливим моментом моделювання синхронного перетворювача є переконання, що він має подібну динамічну поведінку до синхронного генератора (див. рисунок 3). Цю модель класифікують за зростаючою складністю, від 2-го порядку (тобто електромеханічна модель, зазвичай отримана з рівняння коливання) до 7-го порядку (тобто включаючи перехідні процеси, повну динаміку ротора та статора). Однак, модель 3-го порядку широко використовується через належний компроміс між точністю та складністю, який поєднує електромеханічну модель з рівнянням динаміки напруги для одного з потокозчеплень (зазвичай осі q).
Компоненти напруги на виводах по осях dq задовольняють такі диференціальні рівняння: {\displaystyle V_{d}(t)=-R_{s}i_{d}-{\frac {d\lambda _{d}}{dt}}-\omega \lambda _{q},}{\displaystyle V_{q}(t)=-R_{s}i_{q}-{\frac {d\lambda _{q}}{dt}}+\omega \lambda _{d},} де знаходяться потокозчеплення {\displaystyle \lambda _{d}=L_{d}i_{d}+{\sqrt {3/2}}M_{f}i_{f},}{\displaystyle \lambda _{q}=L_{q}i_{q},} з {\displaystyle \{i_{d},i_{q}\}} представлення струму як функції часу, {\displaystyle R_{s}} опір статора, {\displaystyle \omega } кутова швидкість обертової системи відліку, {\displaystyle \{L_{d},L_{q}\}} індуктивності, {\displaystyle M_{f}i_{f}} являє собою потокозчеплення від обмотки збудження ротора та {\displaystyle \{-\omega \lambda _{d},\omega \lambda _{q}\}} — це обертальні ЕРС або напруги швидкості всередині машини, що виникають внаслідок обертання ротора (тобто dq-перетворення системи відліку статора).
Через те, що напруга та струм на клемах синхронного перетворювача задовольняють цим рівнянням, синхронний перетворювач можна розглядати як синхронний генератор. Це дозволяє замінити його моделлю синхронного генератора та легко вирішити проблеми[джерело?].

## Стратегія керування

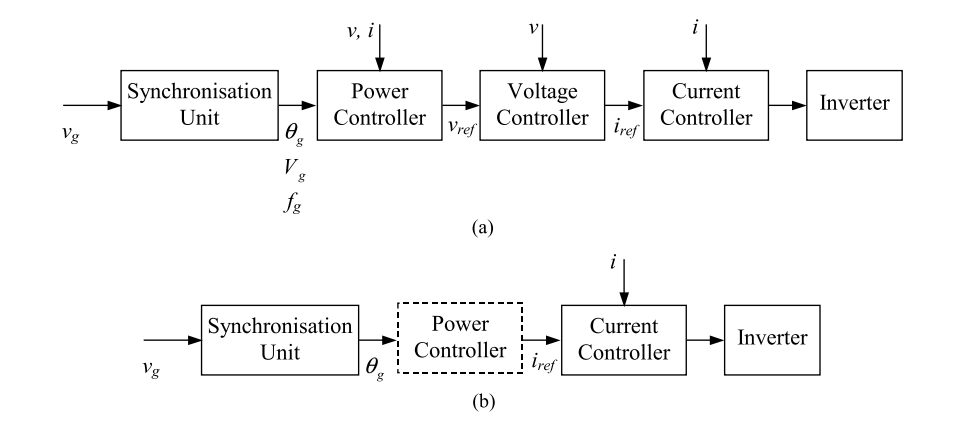
Рисунок 4. Типові структури керування для мережевого інвертора. (a) При управлінні як джерело напруги. (b) При управлінні як джерелом струму.

Як показано на рисунку 3, коли інвертор керується як джерело напруги, він складається з блоку синхронізації для синхронізації з мережею та контуру живлення для регулювання активної та реактивної потужності, що обмінюється з мережею. Блок синхронізації часто повинен забезпечувати частоту та амплітуду. Але коли інвертор керується як джерело струму, блок синхронізації часто повинен забезпечувати лише фазу мережі, тому набагато легше керувати ним як джерелом струму.

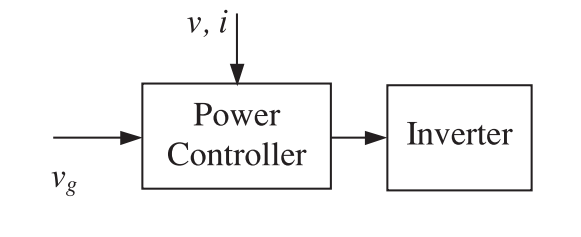
Рисунок 5. Компактна структура керування для підключеного до мережі інвертора.

Оскільки синхронний генератор за своєю суттю синхронізований з мережею, функцію синхронізації можна інтегрувати в контролер потужності без блоку синхронізації. В результаті отримуємо компактний блок керування, як показано на рисунку 4[джерело?].

## Застосування
- фотовольтаїка: як згадувалося раніше, синхронні перетворювачі можна розглядати як синхронний генератор, що спрощує керування джерелом, тому їх слід широко використовувати в первинних фотоелектричних джерелах енергії[21];

- постійний струм високої напруги[22];

- вітрова турбіна[23][4];

- мікромережа постійного струму: синхронний перетворювач також рекомендується використовувати в мікромережах, оскільки джерела постійного струму можуть бути координовані разом з частотою змінної напруги без будь-якої комунікаційної мережі[24];

- установки зберігання енергії: продемонстровано в енергетичному резерві Хорнсдейл в Австралії[25][26].